# Takamatua

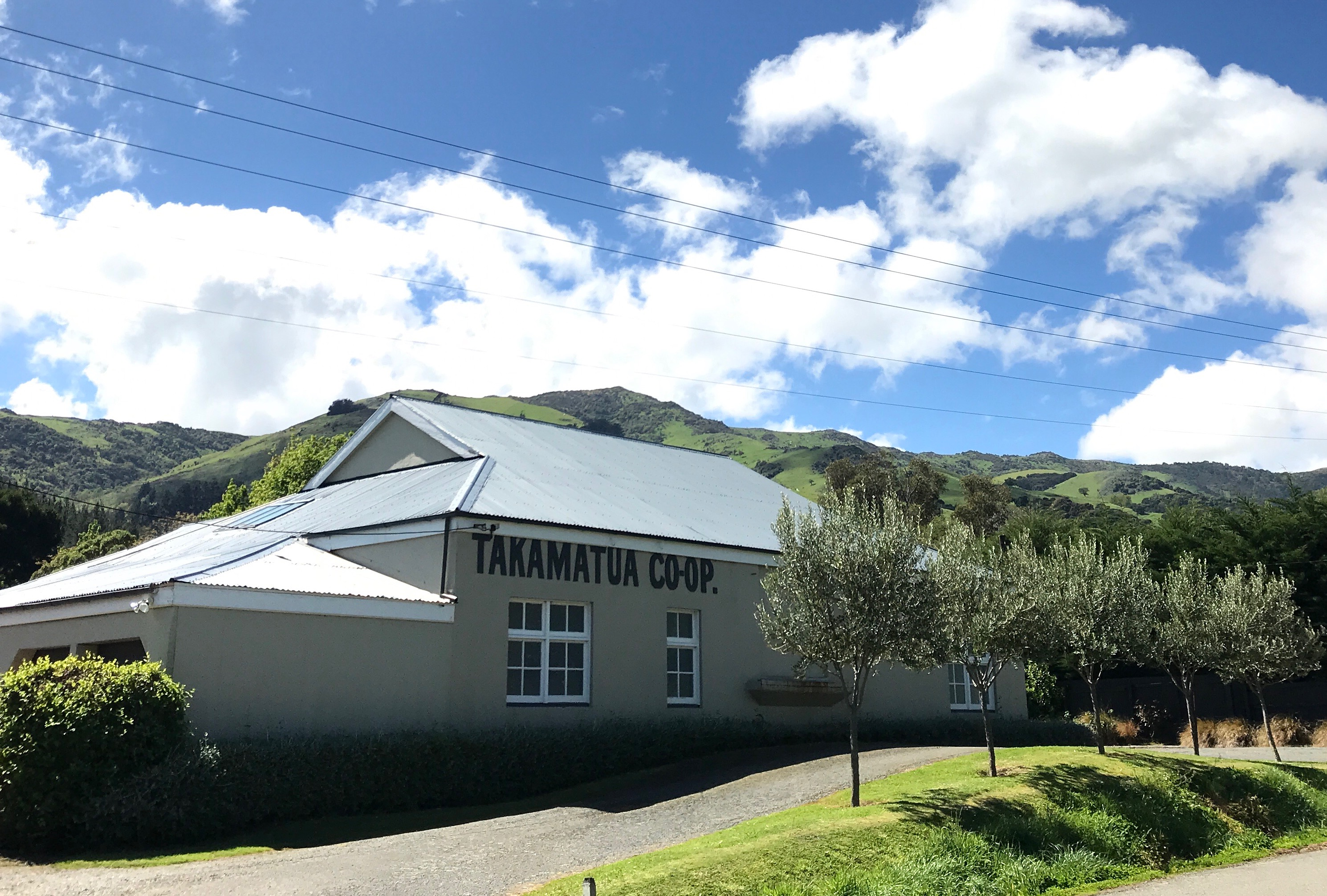
Coopérative laitière de Takamatua sur la route de ‘Takamatua Valley Road’

Le village de Takamatua, dont le nom européen initial était German Bay, est une petite baie et une localité située dans le mouillage de Akaroa (en) sur les berges de la Péninsule de Banks dans l’Île du Sud de la Nouvelle-Zélande.

## Accès
La principale route vers la ville d’ Akaroa, qui est la route State Highway 75 (en) passe à travers cette localité.
Le village est situé à 3 km au nord du centre de la ville d’Akaroa .

## Histoire
En août 1840, à l’époque de la colonisation française au niveau de la ville d’  Akaroa, , un petit nombre de familles allemandes s’installèrent dans cette baie .
Sur les 5 hommes d’origine germanique, seuls 4 d’entre eux, choisirent de s’installer sur la terre au niveau de Takamatu, plutôt qu’au niveau de la ville d’Akaroa.
Les hommes étaient Breitmeyer, Hahn, Hettich, Waeckerle, Walther et Woll .
La baie fut nommée la Baie des Germains jusqu’en 1916, quand les résidents firent appel au Ministre des Affaires Internes, George Warren Russell (en), pour changer le nom en Takamatua, comme une réaction patriotique à la survenue de la Première Guerre mondiale.

## Activité économique
La ‘laiterie de la ‘German Bay Dairy Co-operative Factory’ fut établie là, en 1893.
En 1901 et 1902, la fabrique de fromages gagna le premier prix de la foire Agricole de Dunedin  ,.

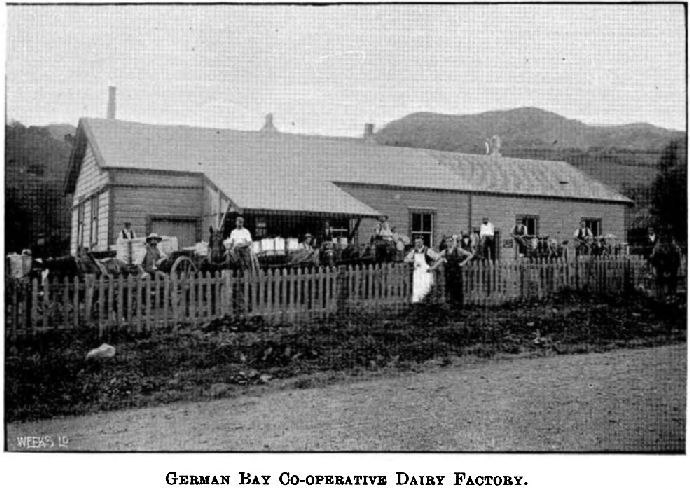
La laiterie de German Bay

.

## Autres lectures
- Dykes, G.A. A History of the German Bay / Takamatua School 1876 - 1936  (histoire à la fois de l’école et plus largement de la communauté de Takamatua)

- New Zealand Gazetteer